# Sean Duffy
Sean Patrick Duffy (* 3. října 1971 Hayward) je americký republikánský politik a právník, od ledna 2025 ministr dopravy ve druhé vládě Donalda Trumpa. Mezi roky 2011 a 2019 působil jako poslanec Sněmovny reprezentantů. Po odchodu ze Sněmovny se stal lobbistou a spolumoderátorem televizní stanice Fox Business.
V listopadu 2024 jej zvolený prezident Donald Trump jmenoval kandidátem na post ministra dopravy ve své druhé vládě. Funkce se ujal 28. ledna 2025 poté, co jej Senát schválil poměrem hlasů 77:22.

## Mládí
Narodil se 3. října 1971 v Haywardu ve Wisconsinu. Má irské předky. V roce 1994 získal titul Bachelor of Arts na Univerzitě svaté Marie v Minnesotě a v roce 1999 získal titul doktor práv na William Mitchell College of Law v Saint Paulu. Během studií se v roce 1997 zúčastnil reality show The Real World: Boston vysílané na MTV.

## Politická kariéra
V roce 2002 byl jmenován okresním prokurátorem Ashland County.
V roce 2010 byl poprvé zvolen do Sněmovny reprezentantů za Republikánskou stranu. Mandát obhájil také ve volbách v roce 2012, 2014, 2016 a 2018. V srpnu 2019 rezignoval kvůli zdravotním problémům svého nenarozeného dítěte.

### Ministr dopravy
V listopadu 2024 jej zvolený prezident Donald Trump jmenoval kandidátem na post ministra dopravy ve své druhé vládě. Během slyšení dne 15. ledna 2025 oznámil, že pokud bude schválen do funkce, jeho první cesta povede do Appalačského pohoří v Tennessee a Severní Karolíně, kde záplavy způsobené hurikánem Helene poškodily hlavní mezistátní dálnice a nespočet menších silnic a mostů.
Senátní výbor pro obchod, vědu a dopravu schválil jeho nominaci 22. ledna poměrem hlasů 28:0. Funkce se ujal 28. ledna 2025 poté, co jej Senát schválil poměrem hlasů 77:22.

### Zastupující ředitel NASA
Prezident Trump 9. července 2025 jmenoval Duffyho prozatímním ředitelem (administrátorem) vesmírné agentury NASA, podle Trumpových slov „na krátkou dobu”, na období do schválení nového řádného ředitele.

## Politické názory
V otázce klimatické změny zastává názor, že je způsobena spalováním fosilních paliv a odlesňováním, nikoli sluncem.